# Eutolype damalis
Psaphida damalis là một loài bướm đêm trong họ Noctuidae.